# Kolej Prawego Brzegu Odry

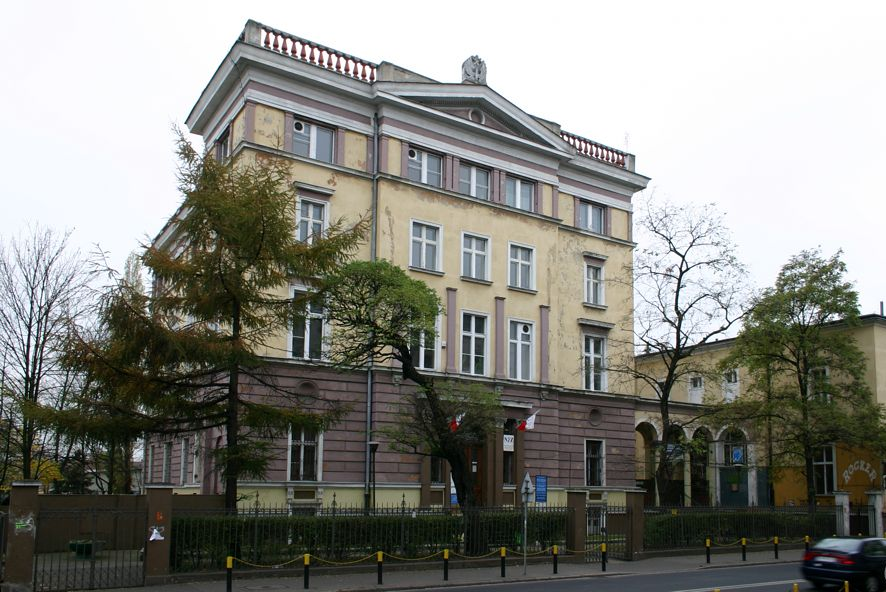
Dawny budynek Dyrekcji Kolei Prawego Brzegu Odry przy ul.Braniborskiej

Kolej Prawego Brzegu Odry lub Kolej Prawoodrzańska (niem. Rechte–Oder–Ufer–Eisenbahn, w skrócie ROUE) – druga po Kolei Górnośląskiej linia kolejowa łącząca Wrocław z Górnym Śląskiem. Została zbudowana przez spółkę akcyjną Towarzystwo Kolei Prawego Brzegu Odry (Rechte–Oder–Ufer–Eisenbahn–Gesellschaft). Przebiega ona na trasie Wrocław – Oleśnica – Lasowice Małe Oleskie – Fosowskie – Tarnowskie Góry – Bytom – Chorzów – Siemianowice Śląskie – Katowice-Szopienice – Katowice-Murcki – Tychy – Pszczyna – Czechowice-Dziedzice. Została oddana do użytku w latach 1865–1872.